# Константайн, Сторм
Сторм Константайн (англ. Storm Constantine; 12 октября 1956 — 14 января 2021) — английская писательница. Пишет в жанрах научной фантастики и фэнтези.
Автор трилогии «Очарование плоти и духа», «Обаяние любви и ненависти» и «Свершение судьбы и желания» (серия Wraeththu trilogy), а также романов «Чудовищный полк», «Алеф», «Гермотех», «Тропическая лихорадка», «Погребенные тени». Русскому читателю известна написанным совместно с Майклом Муркоком романом «Серебряное сердце» (англ. Silverheart).